# James Ford Rhodes
James Ford Rhodes, född den 1 maj 1848 i Cleveland, Ohio, död den 22 januari 1927, var en amerikansk historiker. 
Rhodes, som studerade i Chicago 1866–1867 och vid Collège de France i Paris 1867–1868, ägnade sig från 1870 åt affärsverksamhet i Cleveland samt drog sig efter att ha förvärvat en betydande förmögenhet, 1885 tillbaka från affärslivet för att uteslutande syssla med historiska studier. Frukterna därav blev hans banbrytande, vetenskapligt opartiska och grundliga arbete History of the United states from the compromise of 1850, vilket i 7 band utkom 1893–1906 (går till 1877). Långt senare utkom del 8, History of the United states. From Hayes to McKinley. 1877–1896 (1920) samt dessutom en fortsättning, The McKinley and Roosevelt administrations, 1897–1909 (1923). Han utgav dessutom Historical essays (1909), Lectures on the american civil war (1913) och History of the civil war (1917). Rhodes blev 1899 president i American Historical Association.